# Jidáše
Jidáše jsou sladké velikonoční pečivo z kynutého těsta slazeného medem. Dle lidových tradic by se měly upéct o svaté středě sníst na Zelený čtvrtek. Věřilo se, že kdo sní jidáše za svítání, bude se těšit pevnému zdraví.
Svým tvarem mají připomínat svinutý provaz, na němž se oběsil apoštol Jidáš poté, co svým polibkem zradil Ježíše a zapříčinil tak jeho zatčení. 
Zavinutý tvar jidášů spolu s medem, kterým se ještě horké po vytažení z trouby potírají, symbolizují plodnost a hojnost – tradiční charakteristiky jara.